# Nyctimene (Gattung)
Nyctimene ist eine Gattung von Flughunden in der Unterfamilie der Röhrennasenflughunde mit etwa 15 Arten, die von Südostasien über Australien bis nach Ozeanien verbreitet sind. Die Vermutung, dass die Arten der Gattung Paranyctimene zu dieser Gattung zählen, hat sich nicht bestätigt.

## Merkmale
Kennzeichnend sind die etwa 6 mm langen rohrförmigen Nasenlöcher. Innerhalb der Flughunde sind dieser nur noch bei der Gattung Paranyctimene vorhanden. Beide Gattungen unterscheiden sich durch die Form des Gebisses. Diese Flughunde erreichen eine Kopf-Rumpf-Länge von 68 bis 136 mm, eine Schwanzlänge von 10 bis 13 mm und ein Gewicht von 22 bis 93 g. Sie besitzen 50 bis 86 mm lange Unterarme. Die meisten Gattungsvertreter haben oberseits braunes Fell mit grauen Tönungen sowie mit einem dunklen Aalstrich. Bei manchen Arten kommt gelbbraunes bis cremefarbenes Fell auf der Oberseite vor. Das unterseitige Fell hat allgemein eine hellere Farbe. Auffällig sind gelbe Flecken auf den Ohren und Flughäuten. Ähnliche Muster sind nur bei der Gattung Paranyctimene und beim Gefleckten Kurznasenflughund vorhanden.

## Lebensweise
Diese Flughunde ruhen im Blattwerk oder an Ästen, wo sie frei hängen. Sie wickeln sich in ihre Flügel ein, was eine gute Tarnung erzeugt. Die Exemplare fliegen mit einem zwitschernden Ruf, der möglicherweise zur Echoortung genutzt wird. Vertreter der Gattung Nyctimene leben in Regenwäldern, Bergwäldern sowie in Sümpfen im Flachland und in Gebirgen bis 1650 Meter Höhe. Der Queensland-Röhrennasenflughund ruht meist einzeln und fliegt pro Nacht etwa 200 Meter. Die Nahrung besteht hauptsächlich aus Saft von weichen Früchten und aus anderen Pflanzenteilen. Insekten gelangen vermutlich zufällig ins Verdauungssystem.
Ein Wurf besteht aus einem Neugeborenen. Die Fortpflanzungszeit variiert abhängig vom Verbreitungsgebiet.

## Arten und Verbreitung
Folgende Arten zählen zur Gattung:
- Der Breitstreifen-Röhrennasenflughund (Nyctimene aello) ist auf Neuguinea und umliegenden Inseln verbreitet.
- Der Gemeine Röhrennasenflughund (Nyctimene albiventer) lebt auf den Molukken, auf Neuguinea sowie auf dem Bismarck-Archipel.
- Der Pallas-Röhrennasenflughund (Nyctimene cephalotes) kommt auf Sulawesi, den Molukken und Timor vor.
- Der Gebirgs-Röhrennasenflughund (Nyctimene certans) bewohnt Gebirge auf Neuguinea und auf dem Bismarck-Archipel.
- Der Rundohr-Röhrennasenflughund (Nyctimene cyclotis) ist auf die Halbinsel Vogelkop (Neuguinea) beschränkt.
- Der Drachen-Röhrennasenflughund (Nyctimene draconilla) lebt in zentralen Gebirgen Neuguineas.
- Der Keast-Röhrennasenflughund (Nyctimene keasti) ist von Flores bis zu den Kei-Inseln verbreitet.
- Der Große Röhrennasenflughund (Nyctimene major) bewohnt den Bismarck-Archipel, die Salomonen und andere Inseln östlich von Neuguinea.
- Der Malaita-Röhrennasenflughund (Nyctimene malaitensis) ist auf den östlichen Salomonen endemisch.
- Der Waldgeist-Röhrennasenflughund (Nyctimene masalai) kommt auf Neuirland vor.
- Nyctimene minutus lebt auf den indonesischen Inseln Buru und Seram.
- Der Philippinen-Röhrennasenflughund (Nyctimene rabori) ist auf zentralen Inseln der Philippinen verbreitet.
- Der Queensland-Röhrennasenflughund (Nyctimene robinsoni) bewohnt das östliche Australien.
- Nyctimene sanctacrucis wurde auf den Santa-Cruz-Inseln registriert und ist vermutlich ausgestorben.
- Der Umboi-Röhrennasenflughund (Nyctimene vizcaccia) kommt auf dem Bismarck-Archipel sowie auf den Salomonen vor.

Der Wright-Röhrennasenflughund (Nyctimene wrightae) von Neuguinea wurde 2017 wissenschaftlich beschrieben.

## Gefährdung
Die Arten sind durch Landschaftsveränderungen bedroht. Die IUCN listet den Philippinen-Röhrennasenflughund als stark gefährdet, Nyctimene minutus als gefährdet, den Keast-Röhrennasenflughund in der Vorwarnliste, vier Arten mit unzureichende Datenlage und alle anderen Gattungsvertreter als nicht gefährdet.